# Sabine Zurmühl

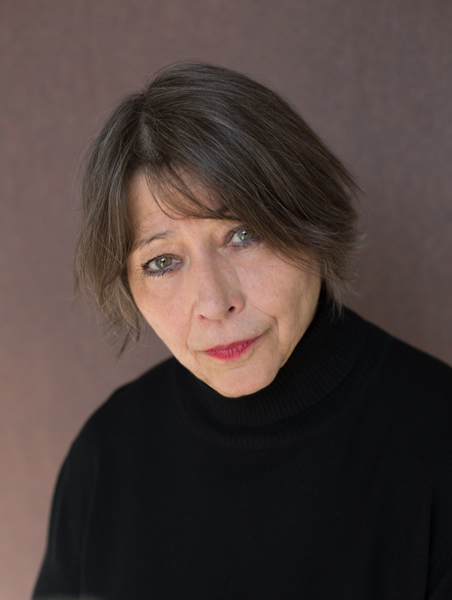
Sabine Zurmühl

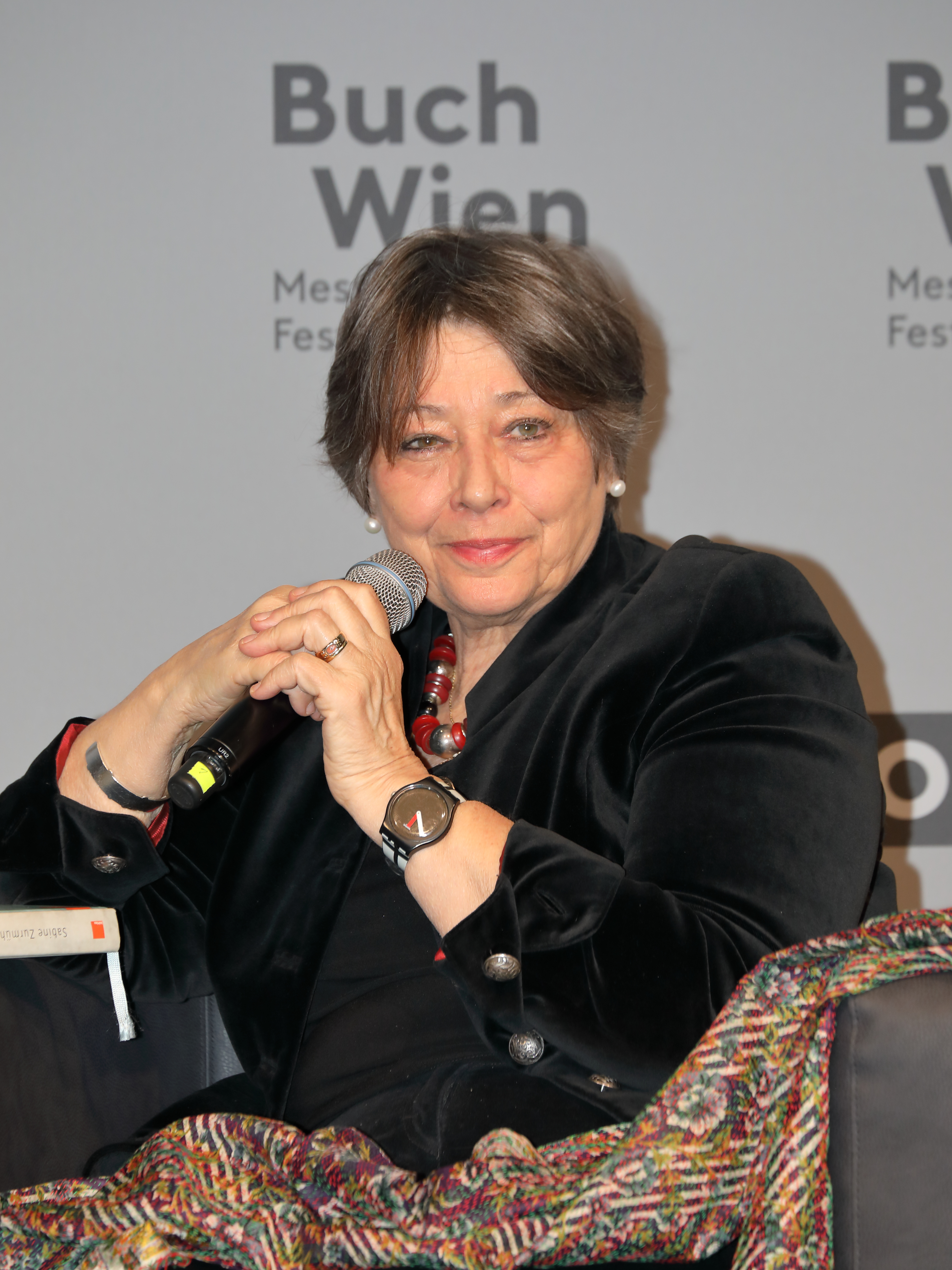
Sabine Zurmühl auf der Buch Wien 2022

Sabine Zurmühl (geboren 1947 in Berlin) ist eine deutsche Publizistin, Autorin und Mediatorin. Sie hat zu frauenpolitischen und zeitgeschichtlichen Themen publiziert und war Mitbegründerin der feministischen Zeitschrift Courage.

## Biografie
Sabine Zurmühl absolvierte nach dem Abitur beim RIAS Berlin und dem Westdeutschen Rundfunk (WDR) Volontariate und schloss ihr Studium der Germanistik, Romanistik und Theaterwissenschaft an der Freien Universität Berlin mit Magister und Staatsexamen ab. Während ihrer Studienzeit engagierte sie sich in der Studentenbewegung.
Nach kurzer Anstellung als Altgermanistin an der FU Berlin wechselte sie in die freie Tätigkeit als Publizistin und Dozentin.
1976 gründete sie gemeinsam mit anderen Frauen die feministische Frauenzeitschrift Courage, die für die autonome Frauenbewegung ein wichtiges Medium wurde. Die Frauenzeitschrift Courage bestand von 1976 bis 1984.
Ab 1984 arbeitete Sabine Zurmühl als Filmemacherin und freie Autorin hauptsächlich für die ARD sowie als Moderatorin, u. a. in die Talkshows „Leute“ (SFB) und „Drei vor Mitternacht“ (WDR).
1987 war Sabine Zurmühl Gründungs- und Vorstandsmitglied des Journalistinnenbundes (JB), einem bundesweiten Netzwerk von Frauen in den Medien. Seit 2019 ist sie Sprecherin der Jury für den Marlies-Hesse-Nachwuchspreis, der vom Journalistinnenbund jährlich vergeben wird.
Neben ihrer journalistischen Tätigkeit absolvierte Sabine Zurmühl ab 1997 eine Ausbildung zur Mediatorin und hat als solche auch praktiziert. Von 2000 bis 2011 war sie Geschäftsführerin des Vereins zur Förderung der Familienmediation im Sinne der BAFM und von 2000 bis 2011 Geschäftsführerin der Bundes-Arbeitsgemeinschaft für Familien-Mediation (BAFM). Seit dem Jahr 2006 gehört sie zum Ausbilder-Team des Berliner Instituts für Mediation (BIM). Sie ist als selbständige niedergelassene Mediatorin mit dem Schwerpunkt Familienmediation tätig und Mitglied der Redaktion für die Zeitschrift „perspektive mediation“, einer Mediationszeitschrift, herausgegeben in Österreich für den deutschsprachigen Raum. Sie hat seit 2005 zahlreiche Aufsätze zum Thema Mediation veröffentlicht.
Zurmühl gab in der TV-Reihe „Berlin - Schicksalsjahre einer Stadt“ vom Rundfunk Berlin-Brandenburg in der 90-minütigen Folge über das Jahr 1976 Auskunft als frauenpolitische Zeitzeugin.

## Ehrenamtliches Engagement
Sabine Zurmühl ist Ansprechperson von Ordensgemeinschaften für Verdachtsfälle sexuellen Missbrauchs bei der Ordensobernkonferenz. Bis 2019 war sie außerdem Aufsichtsratsmitglied bei NACOA, Interessenvertretung für Kinder aus Suchtfamilien e.V.

## Werke
Filme
- Die Aussteiger und die Republik (WDR).
- Liebe in Trümmern – Familien der Nachkriegszeit (WDR).
- Die Kinder der Vertriebenen (WDR).
- Gewaltprävention an Schulen: Hau ab – komm her (SFB).
- Alkoholikerfamilien: Ich kontrolliere dich ja nur, um dir zu helfen. (NDR).
- Gretchenfrage – zur Geschichte des Kindsmords (WDR).
- Scheidung ohne Verlierer – Mediation (NDR).
- Zur Zukunft der Genforschung (NDR).
- Deutschland und die RAF: Die Familien der Opfer und Täter (NDR/SWR/WDR).
- Das weiß Niemand. Protokolle zur verborgenen Homosexualität (arte).
- Prostitutionstourismus (ZDF).
- Gespräche mit Vergewaltigern (WDR).
- Unerhört – Die Geschichte der Frauenbewegung in 12 Teilen. (HR/SFB/WDR)
  - Teil 7: „Wir werden uns würdig erweisen – Frauen im I. Weltkrieg“
  - Teil 12: „Außer Männern haben wir nichts zu verlier’n – Die neue Frauenbewegung.“
- Die Töchter der Verlierer: Schriftstellerinnen und ihre Kriegsväter (WDR)

Buchveröffentlichungen
- Frauen. Familie, Beruf, Geschichte. (= Neue Didaktische Modelle 1.) Colloquium Verlag, Berlin 1981, ISBN 3-7678-0520-0.
- Leuchtende Liebe – lachender Tod. Zum Tochter-Mythos Brünnhilde. Frauenbuchverlag, München 1984, ISBN 3-88897-110-1.
- Brünnhilde. Tochter im Tode im Leben. In: Udo Bermbach (Hrsg.): In den Trümmern der eigenen Welt. Richard Wagners „Der Ring des Nibelungen“. Dietrich Reimer Verlag, Berlin/Hamburg 1989, S. 181 ff.
- Man trifft sich. Ein deutsch-deutsches Familientreffen. Kabarett im Kalten Krieg. Günter-Neumann-Stiftung, Berlin 1998.
- Das Leben – dieser Augenblick. Die Biographie der Maxie Wander. Henschel Verlag, Berlin 2001, ISBN 3-89487-377-9.
- mit Christoph C. Paul: Mediation – was ist das? Ein Leitfaden für die Familienmediation. Shaker Verlag, Aachen 2008, ISBN 978-3-8322-6847-3.
- Rollenspiele. Ein Handbuch mit Übungsfällen und Begleitung. Reihe Mediation aktuell. Metzner, Frankfurt 2014, ISBN 978-3-943951-26-4.
- mit anderen: 800 Jahre Lotzschke / Lehnsdorf 1215 – 2015. Chronik eines Dorfes im Fläming. Treibgut-Verlag, Berlin 2015, ISBN 978-3-941175-61-7.
- Cosima Wagner. Ein widersprüchliches Leben. Böhlau, Wien/Köln 2022, ISBN 978-3-205-21501-1.

## Auszeichnungen
2025 wird ihr vom Journalistinnenbund e.V. die Hedwig-Dohm-Urkunde „für ihr Lebenswerk als Journalistin, Autorin und Feministin“ verliehen. „eine Pionierin mit langem Atem“, die „mit ihrem journalistischen und feministischen Wirken über Jahrzehnte Maßstäbe gesetzt“ hat.